# Vlag van Arkansas
De vlag van Arkansas bestaat uit een rood veld met daarop een witte ruit , waarin de naam van de staat en vier blauwe sterren staan. De ruit heeft een blauwe rand met daarin 25 witte sterren.

## Betekenis
De ruit (in het Engels 'diamond') symboliseert de diamantindustrie van Arkansas en de 25 sterren in de blauwe rand staan voor het feit dat Arkansas op 15 juni 1836 als 25ste staat tot de Verenigde Staten toetrad. De bovenste ster binnen de ruit symboliseert de Geconfedereerde Staten van Amerika. De andere drie sterren in de ruit hebben drie verschillende betekenissen. Ten eerste staan zij voor de staten waar Arkansas, naast de Geconfedereerde Staten, eens toe behoord heeft: Spanje, Frankrijk en de Verenigde Staten. Ten tweede staan zij voor het jaar van de Louisiana Purchase: 1803. Ten derde staan zij voor het gegeven dat Arkansas als derde uit de Louisiana Purchase gevormde staat tot de Verenigde Staten is toegetreden (na Louisiana en Missouri).

## Ontwerp
De vlag werd rond 1911 ontworpen door Willie Hocker, die het winnende ontwerp opstuurde in een ontwerpwedstrijd die Arkansas een eigen vlag moest geven. In dit ontwerp ontbraken evenwel de naam van de staat en de bovenste ster; de andere drie sterren stonden horizontaal in het midden. De jury voegde de naam van de staat toe aan de vlag, waarna deze op 26 februari 1913 officieel werd aangenomen.
In 1923 werd een vierde ster toegevoegd om de Geconfedereerde Staten te symboliseren. Deze werd zodanig geplaatst dat er twee sterren onder en twee sterren boven de naam van de staat kwamen te staan. Dit was om de Geconfedereerde Staten een eigen ster te geven. Aangezien de komst van deze extra ster echter de betekenissen van de drie andere sterren verstoorde, werd in 1924 besloten om de ster van de Geconfedereerde Staten boven de naam van de staat te plaatsen en de andere twee sterren eronder. Daarmee werd de huidige vlag aangenomen.
|                          |                           |                           |                             |
| Vlagontwerp van Hocker ? | Eerste vlag (1913–1923) ? | Tweede vlag (1923–1924) ? | Huidige flag (sinds 1924) ? |